# Annals of Functional Analysis
The Annals of Functional Analysis es una revista de matemáticas revisada por pares fundada por el profesor Mohammad Sal Moslehian  y publicada por el Grupo de Investigación Matemática Tusi en cooperación con Springer (Birkhäuser). La revista se estableció en 2009 y cubre análisis funcional y teoría de operadores y temas relacionados.
Tiene un (MCQ): 0,55 (promedio: 0,48).

## Resumen e indexación
La revista está resumida e indexada en Scopus, Science Citation Index Expanded, Mathematical Reviews y Zentralblatt MATH. La revista está incluida en la prestigiosa Reference List Journal de MathSciNet publicada por la American Mathematical Society. Otras dos revistas relacionadas son Banach Journal of Mathematical Analysis  y Advances in Operador Theory. 